# Beatrice di Chalon
Beatrice Béatrice in francese, Beatriu in catalano e Beatrix in latino (seconda metà del XII secolo – 7 aprile 1227) fu contessa di Chalon dal 1203 fino alla sua morte.

## Origine
Sia secondo l'Histoire de Chalon-sur-Saône, che la Histoire civile et ecclésiastique, ancienne et moderne de la ville et cité de Chalon-sur-Saône. Tome 2, Beatrice era l'unica figlia del Conte di Chalon, Guglielmo III e della moglie, di cui non conosciamo né il nome né gli ascendenti.

Secondo la Histoire généalogique de la maison de Vergy, Guglielmo III di Chalon era il figlio del Conte di Chalon, Guglielmo II e della moglie, di cui non conosciamo né il nome né gli ascendenti.

Secondo la Histoire généalogique de la maison de Vergy, Guglielmo II di Chalon era il figlio del Conte di Chalon, Guglielmo I e della moglie, di cui non conosciamo né il nome né gli ascendenti.

Secondo L'illustre Orbandale, ou L'histoire ancienne et moderne de la ville et cité de Chalon-sur-Saône. Tome 1, invece Guglielmo I e Guglielmo II erano la stessa persona.

## Biografia
Verso il 1186, secondo la Histoire de Chalon-sur-Saône, Beatrice fu data in moglie al conte di Auxonne, Stefano III, come viene confermato anche dal documento delle Preuves de l'Histoire généalogique de la maison de Vergy; Stefano III, secondo la Chronica Albrici Monachi Trium Fontium Stefano era l'unico figlio del conte d'Auxonne e signore di Traves, Stefano II e della moglie, Giuditta di Lorena, che era figlia del Duca di Lorena, Mattia I e di Berta di Hohenstaufen.
Secondo la Histoire de Chalon-sur-Saône, suo padre, Guglielmo III, nel 1190, al seguito del re di Francia, Filippo Augusto, prese parte alla terza crociata.

Suo padre, Guglielmo III, rientrò in Borgogna, dove, secondo sia la Histoire de Chalon-sur-Saône du VIIIème au XIIIème, che LES COMTES DE CHALON-SUR-SAONE, dopo aver abdicato a favore di Beatrice, si ritirò nel convento di Cluny e si fece monaco.
Dopo il 1197 (in quella data Beatrice e Stefano risultano ancora sposati), Beatrice divorziò da Stefano, riconoscendo come legittimi i figli, e prima del 1200, si era risposata, in seconde nozze con Guglielmo III di Barres, signore di Oissery, come confermano anche le Europäische Stammtafeln, vol XIII, capitolo 34 (non consultate).
Guglielmo III morì nel 1203 e, nel titolo gli succedette l'unica figlia, Beatrice, che già governava la contea.

La morte di Guglielmo viene ricordata, tra il 1202 ed il 1204, anche dalla Histoire civile et ecclésiastique, ancienne et moderne de la ville et cité de Chalon-sur-Saône. Tome 2.
Secondo le Preuves de l'Histoire généalogique de la maison de Vergy, nel 1205, Beatrice confermò tutte le donazioni fatte dal padre all'abbazia di Cluny.
Beatrice viene citata ancora nelle Preuves de l'Histoire généalogique de la maison de Vergy, negli anni 1221 e 1223 e poi ancora nell'anno 1225.
Secondo gli Obituaires de Lyon II, Diocèse de Chalon-sur-Saône, Eglise cathédrale Saint-Vincent, Beatrice morì il 7 aprile 1227, come confermano sia la Histoire de Chalon-sur-Saône, che le Preuves de l'Histoire généalogique de la maison de Vergy e fu sepolta nell'Abbazia di La Ferté a Saint-Ambreuil.
Le succedette il figlio di primo letto, Giovanni, che già da alcuni anni l'aveva affiancata nel governo della contea.

## Figli
Beatrice al primo marito Stefano diede cinque figli:
- Stefano († dopo il 1201), citato col padre, Stefano III di Auxonne, nel documento n° 4401 del Recueil des Chartes de Cluny, tomus 5[19]
- Agnese († dopo il 1220), che aveva sposato Riccardo conte di Montbéliard, come da documento n° 31 del Cartulaire de Hugues de Chalon (1220-1319)[20]
- Clemenza († dopo il 1235), che aveva sposato Bertoldo V di Zähringen[21]
- Giovanni, Conte di Chalon[17]
- Beatrice († 1261), che aveva sposato, in prime nozze, Aimone II, signore di Faucigny, ed in seconde nozze, Simone signore di Joinville.

Beatrice al primo marito Stefano diede cinque figli:
- Maria († 1259), che aveva sposato Guglielmo, signore di Mont-Saint-Jean, come confermano le Preuves de l'Histoire généalogique de la maison de Vergy[23]
- Giovanni († 1288), signore di Oissery, come conferma il necrologio della Chambre-Fontaine[24].

### Fonti primarie
- (LA)  Recueil des Chartes de Cluny, tomus 5.
- (FR)  Histoire civile et ecclésiastique, ancienne et moderne de la ville et cité de Chalon.
- (LA)  Cartulaire de Hugues de Chalon (1220-1319).
- (LA)  #ES Histoire de l'église de Meaux.
- (LA)  (FR)  André Duchesne, Histoire généalogique de la maison de Vergy.
- (LA)  Monumenta Germaniae Historica, Scriptores, tomus XXIII.

### Letteratura storiografica
- René Poupardin, I regni carolingi (840-918), in «Storia del mondo medievale», vol. II, 1979, pp. 583–635
- Louis Halphen, Il regno di Borgogna, in «Storia del mondo medievale», vol. II, 1979, pp. 807–821
- (FR)  Histoire de Chalon-sur-Saône.
- (FR)  Histoire de Chalon-sur-Saône du VIIIème au XIIIème.
- (FR)  André Duchesne, Histoire généalogique de la maison de Vergy, volume 1.